# USA:s första flotta

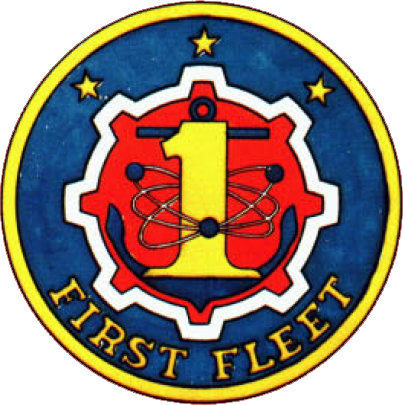
Vapensköld, USA:s första flotta.

Första flottan var en amerikansk numrerad flotta i drift från och med 1946  till 1 februari 1973 i västra Stilla havet som en del av Stillahavsflottan. 1973 avskaffades den och dess uppgifter övertogs av tredje flottan. 
Vice admiral A. E. Montgomery utnämndes till Befälhavare, Första flottan, i en flygbasrapport från juli 1947, efter inspektionsbesök av en grupp högre officerare. Den gamla kryssaren Salt Lake City sänktes som ett mål för ett atombombstest under Första flottans manöver i maj 1948. USS Salisbury Sound blev flaggskepp för vice admiral G. F. Bogan (Befälhavare Första flottan) den 25 mars 1949. USS Curtiss tjänstgjorde som befälsskepp för  Första flottan tidigt 1949 för tre veckor amfibisk verksamhet i Alaskas vatten för att utvärdera utrustning i kallt väder. USS Helena fungerade som flaggskepp för befälhavare, första flottan, från januari 1960 till mars 1963. USS Providence tjänade som flaggskepp i San Diego från 1969 till april 1972, förutom renovering 1970 då USS Chicago antog rollen.

## Struktur, första flottan, 1 maj 1945
- Befälhavare Första flottan, Fleet admiral Chester Nimitz, Cincpac[3]
- Befälhavare Slagskeppsskvadron Ett, Vice Admiral J.B. Oldendorf
- Befälhavare Slagskeppsskvadron Två, Vice Admiral W.A. Lee, Jr.
- Befälhavare Kryssare, Stillahavsflottan, Rear Admiral W.L. Ainsworth
- Befälhavare, flygvapnet, Stillahavsflottan, Vice Admiral G.D. Murray
- Befälhavare Jagare, Stillahavsflottan, Rear Admiral W.L. Ainsworth
- Befälhavare Ubåtsstyrkan, Stillahavsflottan, Vice Admiral C.A. Lockwood, Jr.
- Befälhavare Amfibiestrykorna, Stillahavsflottan, Vice Admiral R.K. Turner
- Befälhavare Motortorpedbåtsskvadronen, Stillahavsflottan, Capt. R.W. Bates
- Befälhavare Minfartyg, Stillahavsflottan, Rear Admiral A. Sharp
- Befälhavare Underhållsstykan,  Vice Admiral W.W. Smith
- Befälhavare Flottans operativa träningskommando, Stilla havet, Rear Admiral F.C. Denebrink
- Befälhavare Stillahavsflottan och Stillahavsområdet, Vice Admiral W.L. Calhoun 
  - Chefen för personalen, Commodore R.P. Class
  - Befälhavare Underhållsskvadronen, Stillahavsflottan, Rear Admiral P. Hendren 
    - Chefschef, Captain F. Close

De första tio skvadronerna och befälhavarna är de av US Navy-typkommandon i Stillahavsflottan som är aktiva vid den tiden. 

## Befälhavare
Navy's webbplats säger, om denna lista över befälhavare, att "Denna position hade ursprungligen titeln Befälhavare, Centrala Stillahavsflottan. Den 26 april 1944 ändrades den till Befälhavare, Femte flottan. Det blev sedan Befälhavare, Första flottan den 1 januari 1947. Det ändrades därefter till Första flottan den 11 februari 1950. Kommandot kombinerades med ASW Forces Stilla havet och blev Tredje flottan per 1 februari 1973."
- Admiral Raymond A. Spruance (5 augusti 1943–8 november 1945) (Central Pacific Force och femte flottan)
- Admiral John H. Towers (8 november 1945–18 januari 1946) (femte flottan)
- Admiral Frederick C. Sherman (18 januari–3 september 1946) (femte flottan)
- Admiral Alfred E. Montgomery (5 september 1946–14 augusti 1947) (femte flottan och första arbetsflottan)
- Vice admiral George D. Murray (14 augusti 1947–augusti 1948) (första flottan)
- Vice admiral Laurence T. DuBose (augusti 1948–8 januari 1949) (första flottan)
- Vice admiral Gerald F. Bogan (8 januari 1949–1 februari 1950) (första flottan)
- Vice admiral Harold M. Martin (15 februari–28 mars 1951) (första flottan)
- Vice admiral Arthur D. Struble (28 mars 1951–24 mars 1952)
- Vice admiral Joseph J. Clark (24 mars–20 maj 1952)
- Vice admiral Ingolf N. Kiland (20 maj–16 juli 1952)
- Vice admiral Ralph A. Ofstie (16 juli 1952–23 februari 1953)
- Vice admiral Harold M. Martin (23 februari–1 oktober 1953)
- Vice admiral William K. Phillips (1 oktober 1953–1 augusti 1955)
- Vice admiral Herbert G. Hopwood (1 augusti 1955–18 juni 1956)
- Vice admiral Robert L. Dennison (18 juni 1956–23 juli 1958)
- Vice admiral Ruthven F. Libby (23 juli 1958–30 april 1960)
- Vice admiral USA Grant Sharp, Jr (30 april–14 juli 1960)
- Vice admiral Charles L. Melson (14 juli 1960–12 april 1962)
- Vice admiral Frank Virden (12 april–5 maj 1962)
- Vice admiral Robert T. Keith (5 maj 1962–11 december 1963)
- Vice admiral Paul D. Stroop (5 maj 1962–25 januari 1964)
- Vice admiral Ephraim P. Holmes (25 januari–18 juli 1964)
- Vice admiral Lawson P. Ramage (18 juli 1964–29 juli 1966)
- Vice admiral Bernard F. Roeder (29 juli 1966–30 september 1969)
- Vice admiral Isaac C. Kidd, Jr. (30 september 1969–1 augusti 1970)
- Vice admiral Raymond E. Peet (1 augusti 1970–15 maj 1972)
- Vice admiral Nels B. Johnson (15 maj–17 juli 1972)
- Vice admiral James F. Calvert (17 juli 1972–30 januari 1973)